# Герман Апухтин
Герман Николајевич Апухтин (12. јун 1936 — 2003  ) био је совјетски и руски фудбалер.

## Репрезентативна каријера
Апукхтин је за СССР дебитовао 1. јуна 1957. године у пријатељској утакмици против Румуније. Играо је на ФИФА-ином светском купу 1958. године. Изабран је као члан репрезентације за први Куп европских нација 1960. године, где су Совјети били прваци, али није играо ниједну утакмицу на турниру.